# Željko Balen
Željko Balen (Koprivnica, 11. listopada 1990.) bivši je hrvatski nogometaš koji je igrao na poziciji veznog igrača. Danas je pomoćni trener momčadi Sturm Graza do 18 godina.  

## Igračka karijera
Nogometnu karijeru započeo je u Graničaru iz Đurđevca. Godine 2004. odlazi u redove Slaven Belupa gdje ostaje do 2010. godine kada prelazi u austrijski Hartberg.
U sljedećih nekoliko godina promijenio je nekoliko klubova. U svibnju 2013. odigrao je svoju jedinu utakmicu za Sturm Graz pod vodstvom trenera Makusa Schoppa.
S 26 godina završava svoju igračku karijeru te počinje svoju trenersku karijeru.

## Trenerska karijera
Nakon završetka igračke karijere u ožujku 2016. godine dobiva UEFA B licencu, a krajem 2018. godine u Sarajevu dobiva i UEFA A licencu.
Prvi dodir s trenerskim poslom ima u austrijskom šestoligašu Grafendorfu, gdje s 27 godina preuzima prvu momčad. U ljeto 2018. prelazi u Grazer AK. Nakon dvije godine rada prelazi na drugu stranu grada i odlazi u redove Sturm Graza gdje i dan danas radi kao trener Juniora.
Krajem 2020. godine u Münchenu na institutu Institute of Football Management stječe zvanje nogometnog analitičara.